# Henotesia semiochracea
Henotesia semiochracea är en fjärilsart som beskrevs av Talbot 1932. Henotesia semiochracea ingår i släktet Henotesia och familjen praktfjärilar. Inga underarter finns listade i Catalogue of Life.